# 先尼察湖
55°49′51″N 30°23′10″E / 55.83083°N 30.38611°E
先尼察湖（俄语：Сенница），是俄羅斯的湖泊，位於該國西北部，由普斯科夫州負責管轄，處於涅韋爾區，面積9.62平方公里，集水區面積156平方公里，平均水深1.5米，最大水深3.6米。